# 監利市
監利市（かんり-し）は中華人民共和国湖北省荊州市に位置する県級市。

## 地理
監利市は湖北省南部、長江北に位置している。

## 歴史
周代、監利には州国が設置され、春秋時代になと楚の版図に編入された。前586年、監利地区に容城国が設置され楚王の附庸とされた。
秦による中国統一が達成されると郡県制が施行され、監利地区には南郡州陵県が設置された。漢初には州陵県および華容県が設置され、三国時代になると222年（黄武元年）に呉により華容県の一部を分割し監利県が新設された。
2020年7月6日に県級市の監利市に改編され現在に至る。

## 行政区画
- 鎮：容城鎮、朱河鎮、新溝鎮、龔場鎮、周老嘴鎮、黄歇口鎮、汪橋鎮、程集鎮、分塩鎮、毛市鎮、福田寺鎮、上車湾鎮、汴河鎮、尺八鎮、白螺鎮、網市鎮、三洲鎮、橋市鎮
- 郷：紅城郷、棋盤郷、柘木郷